# Deutsche Rheuma-Liga
Die Deutsche Rheuma-Liga ist die größte Selbsthilfeorganisation Deutschlands im Gesundheitsbereich.

## Geschichte

### Nationale und internationale fachärztliche Kooperationen
Um die rheumatischen Erkrankungen besser zu erforschen und ihre Erkenntnisse auszutauschen, gründete der deutsche Arzt Eduard Dietrich – ab 1909 Geschäftsführender Vorstand der Deutschen Vereinigung für Krüppelfürsorge und auch auf balneologischem Gebiet sehr aktiv – zusammen mit Jan van Breemen und Robert Fortescue Fox 1926 im slowakischen Bad Pieš (Pistyan) die Internationale Rheumaliga (später ILAR) und wurde Vorsitzender der am 27. Januar 1927 neu gegründeten Deutschen Sektion des Internationalen Komitees zur Erforschung und Bekämpfung des Rheumas, aus der kurz darauf die Deutsche Gesellschaft für Rheumabekämpfung hervorging. Wegen des verordneten „Führerprinzips“ musste er 1933 von seinen Ämtern zurücktreten, während des Zweiten Weltkriegs kam die Arbeit des Rheumatologen-Verbands fast vollständig zum Erliegen. In der jungen BRD erfolgte schließlich die Neugründung als Deutsche Gesellschaft für Rheumatologie e.V. (DGRh). 
In Nordamerika etablierte sich 1934 das American College of Rheumatology (ACR), analog entstanden 1943 die Pan American League of Associations for Rheumatology (PANLAR), 1963 in Sydney die Asia Pacific League of Associations for Rheumatology (APLAR) sowie 1989 in Algier die African League of Associations for Rheumatology (AFLAR). 
Im Interesse der über 100 Millionen Rheumakranken in Europa wurde im September 1947 die EULAR (European League against Rheumatism) gegründet.
Die Aktivitäten dieser regionalen Dachverbände werden koordiniert durch die International League against Rheumatism (ILAR) in Zusammenarbeit mit der World Health Organisation (WHO).

### Einbeziehung von Patienten
Es setzte sich die Erkenntnis durch, dass die rein medizinische Versorgung der Betroffenen allein nicht ausreicht. Der gemeinsame „Kampf“ gegen die rheumatischen Krankheiten durch Ärzte und Betroffene in einer „Liga“ manifestierte sich zuerst in der Schweiz (1958), den Niederlanden und Skandinavien. Diese nationalen Patientenvereinigungen waren assoziiert mit der EULAR, die ursprünglich nur ein Dachverband für Rheumatologen war, sich dann ab 1973 für die Betroffenen-Verbände öffnete. Heute umfasst die EULAR mit dem Standing Committee of People with Arthritis/Rheumatism in Europe (PARE) alle nationalen Ligen in Europa und kooperiert darüber hinaus innerhalb der International League of Associations for Rheumatology (ILAR) mit den gleich gerichteten Verbänden. 1977 gab es erstmals ein „Welt-Rheuma-Jahr“, ausgeschrieben von der internationalen Rheumaliga und unterstützt von der Weltgesundheitsorganisation WHO. Daraus entstand der Welt-Rheuma-Tag, der jedes Jahr am 12. Oktober begangen wird und von den Arzt- und Patienten-Vereinigungen für Aufklärungs-Kampagnen genutzt wird.

### Patienten-Selbsthilfe in Deutschland
Nach diesen Vorbildern fanden vor über 50 Jahren einige Mitglieder der DGRh die Zeit reif, auch in der BRD eine entsprechende Patientenvereinigung zu gründen. Damals stand es um die Versorgung noch sehr schlecht. Am 7. Dezember 1970 war dann die Geburtsstunde der Deutschen Rheuma-Liga e.V. als der ersten Hilfs- und Selbsthilfegemeinschaft rheumakranker Menschen in der BRD, aus der bald in allen damaligen Bundesländern eigenständige Landesverbände gegründet wurden – nach der Wiedervereinigung dann auch sehr schnell in den Neuen Bundesländern.
Kennzeichnend für eine Selbsthilfegemeinschaft ist, die Hilfe und Unterstützung den Betroffenen nicht nur seitens einer zentralen Landesstelle angedeihen zu lassen. Vielmehr sollten die Patienten vor Ort Gelegenheit erhalten, sich auszutauschen und Therapiemöglichkeiten zu organisieren. Deshalb gründeten sich unter den Landesverbänden lokale Gruppen, die als Arbeitsgemeinschaften u. a. die unmittelbare Beratungsarbeit leisten und ein spezielles Funktionstraining als Therapie für alle Rheuma-Arten anbieten können. Mehr als 400 verschiedene Krankheitsbilder sind bekannt. Die Deutsche Rheuma-Liga hilft Betroffenen daher individuell weiter.
Neben der Rheuma-Liga bildeten sich in der BRD verschiedene Selbsthilfeorganisationen mit speziellen Zielrichtungen. Davon haben sich 1981 die Deutsche Vereinigung Morbus Bechterew e. V. und die Lupus Erythematodes Selbsthilfegemeinschaft e. V. sowie 1989 die Sklerodermie Selbsthilfe e.V. dem Deutsche Rheuma-Liga Bundesverband e.V. als Mitgliedsverbände angeschlossen.

## Aufgaben
Vorrangige Aufgaben des Vereins sind:
- Angebote der Hilfe und Selbsthilfe für die von Krankheiten des rheumatischen Formenkreises Betroffenen und deren Angehörigen
- die Aufklärung der Öffentlichkeit
- die Vertretung der Interessen Rheumakranker gegenüber Politik, Gesundheitswesen und Öffentlichkeit
- die Förderung von Forschung.[5]

## Struktur
Der Bundesverband vereint 16 Landesverbände sowie 3 weitere bundesweite Mitgliedsverbände.
Die Landesverbände betreuen und führen die örtlichen Arbeitsgemeinschaften (AG) der Rheuma-Betroffenen. Mit zahlreichen Angeboten unterstützen die Landes- und Mitgliedsverbände der Deutschen Rheuma-Liga die Betroffenen: Bewegungstherapie, ergotherapeutische Behandlung, Schmerzbewältigungskurse, sozialrechtliche Beratung, Betreuung von Schwerstbetroffenen, Gesprächsgruppen, Treffen junger Rheumatiker und diverse Freizeitangebote. In den Vorständen der Landesverbände sitzen oft hochrangige Vertreter der Landesverbände der gesetzlichen Krankenkassen und anderer Kostenträger sowie Vertreter von Betroffenen-Gruppen. Die Vereinsarbeit wird unter anderem von vielen tausend Menschen getragen, die sich ehrenamtlich engagieren.
„Botschafter“ des Vereins sind der Fernsehmoderator Jörg Pilawa und die Olympiasiegerin Heike Drechsler.
Die Mitgliedschaft von Einzelpersonen im Bundesverband ist nicht vorgesehen, sie können die Mitgliedschaft nur in den nachstehenden Gliederungsverbänden beantragen.

### Landesverbände
- Rheuma-Liga Baden-Württemberg e. V.
- Deutsche Rheuma-Liga Landesverband Bayern e. V.
- Deutsche Rheuma-Liga Berlin e. V.
- Deutsche Rheuma-Liga Landesverband Brandenburg e. V.
- Rheuma-Liga Bremen e. V.
- Deutsche Rheuma-Liga Landesverband Hamburg e. V.
- Rheuma-Liga Hessen e. V.
- Deutsche Rheuma-Liga Mecklenburg-Vorpommern e. V.
- Rheuma-Liga Niedersachsen e. V.
- Deutsche Rheuma-Liga Nordrhein-Westfalen e. V.
- Deutsche Rheuma-Liga Landesverband Rheinland-Pfalz e. V.
- Deutsche Rheuma-Liga Saar e. V.
- Rheuma-Liga Sachsen e. V.
- Deutsche Rheuma-Liga Landesverband Sachsen-Anhalt e. V.
- Deutsche Rheuma-Liga Schleswig-Holstein e. V.
- Deutsche Rheuma-Liga Landesverband Thüringen e. V.

### Mitgliedsverbände
Folgende Organisationen sind dem Rheuma-Liga-Bundesverband angeschlossen:
- Deutsche Vereinigung Morbus Bechterew e. V.
- Lupus Erythematodes Selbsthilfegemeinschaft e. V.
- Sklerodermie Selbsthilfe e. V.

## Finanzierung
Die Einnahmen des Bundesverbands lagen im Jahr 2018 bei ca. 3,12 Millionen Euro. 60 Prozent davon bestanden aus Mitgliedsbeiträgen. 861.600 Euro waren öffentliche Gelder. Die Gesamtsumme von Förderbeiträgen, Spenden und Sponsoring aus Unternehmen lag im Jahr 2018 bei 195.000 Euro, was weniger als sieben Prozent des Gesamthaushaltes ausmacht. Der Verein legt Wert darauf, unabhängig von wirtschaftlichen Interessen von Unternehmen zu sein. Sie ist Unterzeichnerin der Initiative Transparente Zivilgesellschaft.
Auf der Ausgabenseite fließt fast die Hälfte der Mittel in die Informationsarbeit des Verbands (Stand 2018). 715.800 Euro konnten an die Landes- und Mitgliedsverbände gezahlt bzw. für den Mitgliederservice bereitgestellt werden.